# Gauchy

Gauchy este o comună în departamentul Aisne din nordul Franței. În 1 ianuarie 2022 avea o populație de 5.197 de locuitori.